# Pere Nogués Solé
Pere Nogués Solé   (Badalona, 27 de juliol de 1954) és un antic pilot d'automobilisme català. Fou un dels primers catalans que intentà córrer a Europa durant la dècada de 1970.
Debutà a 18 anys amb un Seat 1430 i el 1976 es proclamà campió d'Espanya de Fórmula 1430 amb un Selex. Aquesta victòria li permeté anar a Anglaterra a continuar la trajectòria esportiva. El 1977 guanyà la selecció de l'Escola Jim Russell, la qual cosa li permeté córrer en Fórmula Ford el mateix any i en Fórmula 3 el següent. També provà vehicles de Fórmula 2. El 1980 anà a córrer als EUA, on s'estigué dos anys abans de retirar-se el 1983.